# Radzimir Dębski
Radzimir Dębski, ps. Jimek (ur. 30 kwietnia 1987 w Szczecinie) – polski kompozytor muzyki filmowej i rozrywkowej, dyrygent oraz producent muzyczny.

## Życiorys
Pochodzi z rodziny o artystycznych tradycjach. Jest synem kompozytora Krzesimira Dębskiego oraz aktorki i piosenkarki Anny Jurksztowicz. Ma młodszą siostrę Marię oraz dwoje przyrodniego rodzeństwa: Tolisława i Dobromiłę.
Absolwent Uniwersytetu Muzycznego Fryderyka Chopina w Warszawie i Uniwersytetu Kalifornijskiego w Los Angeles.
Współtworzył muzykę do serialu Telewizji Polskiej Ranczo (2006–2016), ponadto był autorem muzyki do filmów Orkiestra niewidzialnych instrumentów (2009) i Apartament (2015). Szerzej zaistniał w 2012 r. jako laureat konkursu na remiks piosenki „End of Time” amerykańskiej piosenkarki Beyoncé. W tym samym roku piosenka ukazała się na jej minialbumie zatytułowanym 4: The Remix.
W 2015 r. skomponował oprawę muzyczną do czołówki programu informacyjnego Wiadomości Programu 1 Telewizji Polskiej, a także nagrał album we współpracy z Miłoszem „Miuoshem” Boryckim i Narodową Orkiestrą Symfoniczną Polskiego Radia, zatytułowany 2015, na której znalazł się zapis koncertu nagranego w połowie marca w siedzibie Narodowej Orkiestry Symfonicznej Polskiego Radia w Katowicach. W trakcie koncertu zagrał m.in. medley przebojów hip-hopowych, którą opublikował w czerwcu 2015 r. pod nazwą Historia Hip-hopu. Nagranie zostało docenione za granicą, słowa pochwały dla kompozytora wyrazili m.in. amerykański aktor Ashton Kutcher oraz amerykańscy muzycy M.O.P., Prodigy i Pharoahe Monch.
W 2018 r. był ambasadorem marki komórkowej telefonii subskrypcyjnej Play Next.

## Wybrana dyskografia

### Albumy
| Muzyka z serialu Ranczo (oraz Krzesimir Dębski)                     | - Data: 28 marca 2011 - Wydawca: Polskie Radio      | – | –  |                 |                    |
| 2015 (oraz Miuosh i Narodowa Orkiestra Symfoniczna Polskiego Radia) | - Data: 17 czerwca 2015 - Wydawca: Fandango Records | 5 | –  | - POL: 15 tys.+ | - POL: złota płyta |
| Mosaik. MoTrip Orchestrated by Jimek (oraz MoTrip)                  | - Data: 2 grudnia 2016 - Wydawca: Vertigo/Capitol   | – | 57 |                 |                    |
| „–” album nie był notowany.                                         |                                                     |   |    |                 |                    |

## Teledyski
| Tytuł                                                                                      | Rok  | Reżyseria        | Album       | Źródło |
| ------------------------------------------------------------------------------------------ | ---- | ---------------- | ----------- | ------ |
| „Nie muszę wracać” (oraz Pezet)                                                            | 2012 | –                | –           | [ 21 ] |
| „Prologue”                                                                                 | 2014 | –                | The Best of | [ 22 ] |
| „Crux”                                                                                     | 2014 | –                | The Best of | [ 23 ] |
| „Hypnotixx”                                                                                | 2014 | Jan Komasa       | –           | [ 24 ] |
| „Bawełna” (oraz Miuosh i Narodowa Orkiestra Symfoniczna Polskiego Radia)                   | 2015 | Cienamticartists | 2015        | [ 17 ] |
| „Nie mamy skrzydeł” (oraz Miuosh i Narodowa Orkiestra Symfoniczna Polskiego Radia)         | 2015 | Cienamticartists | 2015        | [ 25 ] |
| „Reprezent” (oraz Jimek i Narodowa Orkiestra Symfoniczna Polskiego Radia, gościnnie: Joka) | 2015 | Cienamticartists | 2015        | [ 26 ] |

## Filmografia
| Tytuł                                          | Rok       | Uwagi                                           | Źródło       |
| ---------------------------------------------- | --------- | ----------------------------------------------- | ------------ |
| Stacja                                         | 2001      | film fabularny; wykonanie muzyki                | [ 1 ]        |
| As                                             | 2002      | serial fabularny; autor muzyki                  | [ 1 ]        |
| Polisz kicz projekt                            | 2003      | film fabularny; autor muzyki                    | [ 1 ]        |
| Kosmici                                        | 2004      | serial fabularny; autor muzyki                  | [ 1 ]        |
| Ranczo                                         | 2006-2015 | serial fabularny; współautor i wykonanie muzyki | [ 1 ] [ 6 ]  |
| Szatan z siódmej klasy                         | 2006      | film fabularny; wykonanie muzyki                | [ 1 ]        |
| Szatan z siódmej klasy                         | 2006      | serial fabularny; wykonanie muzyki              | [ 1 ]        |
| Ranczo Wilkowyje                               | 2007      | film fabularny; współautor i wykonanie muzyki   | [ 1 ]        |
| Orkiestra niewidzialnych instrumentów          | 2009      | film fabularny; autor muzyki                    | [ 1 ] [ 27 ] |
| Tancerze                                       | 2009-2010 | serial fabularny; autor muzyki                  | [ 1 ] [ 27 ] |
| Przepis na życie                               | 2011–2013 | serial fabularny; wykonanie muzyki              | [ 1 ] [ 27 ] |
| Pokaż, kotku, co masz w środku                 | 2011      | film fabularny; wykonanie muzyki                | [ 1 ] [ 27 ] |
| Sztos 2                                        | 2011      | film fabularny; wykonanie muzyki                | [ 1 ] [ 27 ] |
| 1920 Bitwa warszawska                          | 2011      | film fabularny; wykonanie muzyki                | [ 1 ] [ 27 ] |
| Miasto 44                                      | 2014      | film fabularny; wykonanie i autor muzyki        | [ 1 ]        |
| Apartament                                     | 2015      | film dokumentalny; autor muzyki                 | [ 28 ]       |
| Sztuka kochania. Historia Michaliny Wisłockiej | 2017      | film fabularny; autor muzyki                    | [ 29 ]       |
| Atak paniki                                    | 2017      | film fabularny; autor muzyki                    | [ 30 ]       |
| Sexify                                         | 2021      | serial Netflix; autor muzyki                    | [ 31 ]       |

## Nagrody i wyróżnienia
| Rok  | Kategoria                 | Tytułem                                                        | Nagroda                   | Nota      | Źródło |
| ---- | ------------------------- | -------------------------------------------------------------- | ------------------------- | --------- | ------ |
| 2016 | Wydarzenie roku           | Festiwal Solidarity of Arts – Radzimir „Jimek” Dębski          | Koryfeusz Muzyki Polskiej | Nominacja | [ 32 ] |
| 2018 | Najlepsza muzyka          | Muzyka do filmu Sztuka kochania. Historia Michaliny Wisłockiej | Orły 2017                 | Wygrana   | [ 33 ] |
| 2018 | Najlepszy kompozytor roku | Transatlantyk Best Polish Young Composer                       | Transatlantyk Festival    | Wygrana   |        |

## Link zewnętrzny
- Oficjalna strona internetowa